# Ilse Kolkman
Ilse Kolkman (6 de febrero de 1997) es una deportista neerlandesa que compite en remo.
Ganó una medalla de plata en el Campeonato Mundial de Remo de 2022 y cuatro medallas en el Campeonato Europeo de Remo entre los años 2022 y 2025.

## Palmarés internacional
| Campeonato Mundial | Campeonato Mundial       | Campeonato Mundial | Campeonato Mundial |
| Año                | Lugar                    | Medalla            | Prueba             |
| ------------------ | ------------------------ | ------------------ | ------------------ |
| 2022               | Račice (República Checa) | Medalla de plata   | Cuatro scull       |
| Campeonato Europeo |                          |                    |                    |
| Año                | Lugar                    | Medalla            | Prueba             |
| 2022               | Múnich (Alemania)        | Medalla de plata   | Cuatro scull       |
| 2023               | Bled (Eslovenia)         | Medalla de plata   | Cuatro scull       |
| 2024               | Szeged (Hungría)         | Medalla de bronce  | Cuatro sin timonel |
| 2025               | Plovdiv (Bulgaria)       | Medalla de plata   | Ocho con timonel   |